# 陳山聰
陳山聰（英語：Joel Chan Shan Chung，1976年10月2日—），原名陳山葱，香港男演員及歌手，現為無綫電視部頭合約藝人及邵氏兄弟藝人，於1993年加入樂壇並推出兩張唱片，後來轉為演出電視劇；於《萬千星輝頒獎典禮2017》憑劇集《同盟》「令千佑」一角獲得「最佳男配角」獎，於《萬千星輝頒獎典禮2022》憑劇集《金宵大廈2》獲得「最佳男主角」獎。

## 早年生活
陳山聰出生於澳門。他畢業於浸信宣道會呂明才小學及新生命教育協會呂郭碧鳳中學。
陳山聰有兩名哥哥及四名姊姊，大多為加拿大移民，因此作為家中幼子，家中給予較大自由度，讓他可以朝著興趣發展。其父親除了是生意人，也是體育會會長，因此陳山聰自3歲起便得以學習舞獅。他的母親曾為裁縫，對於陳山聰早年售賣時裝、擔任時裝設計助理和衣著品味有不少影響。

## 演藝事業

### 歌手出道
1992年，時年16岁的陳山聰參加無綫電視以模仿四大天王為主題的歌唱比賽，主唱其偶像刘德华的歌曲《長夜多浪漫》而被評判之一的劉德華賞識，一年後成為劉德華當年成立的新公司New Melody力捧的偶像歌手，也是該公司唯一推出的新人，及後更曾先後在1994年及1996年推出兩張音樂專輯《Exposure》和《愛是全意》。其中一張專輯中的主打歌為〈ABCD〉，陳山聰亦為此曲拍攝處男音樂錄像，卻在多年後被同為無綫電視藝員的吳卓羲在深宵音樂節目《無間音樂》中發現而被流傳。1996年，陳山聰更夥拍前香港小姐李綺虹以王子的角色擔演了36場舞台劇《白雪公主》。

### 入行影視界初期
1997年時香港遭遇亞洲金融風暴，演藝界亦遇上经济不景气，陳山聰所屬的唱片公司倒閉被迫退出歌坛，最失意时更一度坐在家里等开工。其後，陳山聰轉簽藝能娛樂為其經理人公司。之後遇上中國星的前身永盛電影公司開拍《開心出家人》，陳山聰獲邀擔任男主角，薪酬為8000元一集。可是，在接拍完一部電影後，工作機會便消失了。
但是陳山聰不甘心呆在家里做少爷仔，曾嘗试转行在古著店美華氏售賣二手衣服，當時月薪只有3500多元。坚持了半年后，陈山聪凭着自己的能力担任起时装设计师Rib Yeung的設計助手。然而，他仍希望在演艺圈發展，于是托朋友牵线搭桥，辗转之下终于在2000年进入無綫電視发展。陳山聰加入電視台後一直被安排拍攝劇集，並擔任配角，最初月薪只有6000元，至2008年，陈山聪终于受到電視台高层的赏识。2009年於《學警狙擊》中饰演「左輪」一角，較為人所注意。在劇集《女王辦公室》中，因穿著私人潮流服裝而人氣急升。他在2011-2012年拍罷《天梯》後便沒有再拍攝劇集，更曾辭演劇集。

### 重返無綫電視
2013年底，陳山聰重返無綫電視。2014年1月參演李添勝監製的古裝劇《宦海奇官》。2014年初，他與郭政鴻及眾師兄弟成立「國際獅兄弟同學會」，希望推廣傳統的舞獅活動。2015年，他在無綫電視劇集《張保仔》及《刀下留人》擔任要角。2016年，他參演無綫電視剧集《潮流教主》及《殭》。2017年，陳山聰在無綫電視劇集《乘勝狙擊》裏飾演老千兼魔術師，後因財迷心竅而變成大反派的「伍柏義（Hugo、義仔）」。同年，他在無綫電視劇集《同盟》飾演「令千佑（Kent）」一角，並憑此劇於《萬千星輝頒獎典禮2017》獲得「最佳男配角」獎。
2019年，陳山聰在無綫電視奇幻劇《金宵大廈》裏首次擔任男主角，該劇在播出後被網民封為神劇。陳山聰在劇中同時飾演現代保安「蕭偉明（阿蕭）」和1960年代的警察「劉旭輝」，演出備受好評。他憑此劇在《萬千星輝頒獎典禮2019》首度獲提名「最佳男主角」及「最受歡迎電視男角色」，在兩個界別均入圍最後五強。2020年，兩年前所拍攝的無綫電視懸疑劇《十八年後的終極告白》播出，此劇播出後口碑不俗。陳山聰在劇中飾演重情義的黑幫頭目「沈敬一（一哥）」，演出再度受到關注。他憑此劇在《萬千星輝頒獎典禮2020》再度獲提名「最佳男主角」及「最受歡迎電視男角色」。近年亦成為無綫電視監製文偉鴻、黃偉聲及葉鎮輝的常用演員。2021年7月，陳山聰由經理人合約轉為部頭合約。

### 首封視帝
2022年是陳山聰盛產最多的一年，共有六部劇集推出，首先1月無綫電視武打劇《鐵拳英雄》，陳山聰在劇中飾演警察「连棘」，4月，無綫電視奇幻劇《金宵大廈2》播出。陳山聰在劇中同時飾演咖啡師「Maurice」、自由記者「周意（Joey）」及60年代的精神病人。同年6月，他在無綫電視劇集《十八年後的終極告白2.0》飾演畫廊老闆「方志浩（Jason）」，在劇中男扮女裝的造型受到網民注目。7月，適逢香港回歸25週年，他參演了《回歸光影頌：我的驕傲》，10月，陳山聰於無綫電視台慶劇《美麗戰場》中飾演金牌經理人「王一言」，並憑此劇奪得《AEG 娛樂人氣王2022》「最喜愛男演員（電視劇）」獎，更於《Yahoo! 搜尋人氣大獎2022》奪得「電視男藝人」獎。
同年年尾，陳山聰在《萬千星輝頒獎典禮2022》共獲得15項提名，最終憑《金宵大廈2》以大熱姿態奪得「最佳男主角」，首封視帝，並憑同一角色及《美麗戰場》「王一言」同時雙料入圍「馬來西亞最喜愛TVB男主角」最後五強，亦憑《超能使者》「高勇」一角入圍「最受歡迎電視男角色」最後五強；頒獎典禮當晚亦同時獲頒「最佳衣着男藝人獎」。
2023年，陳山聰在《萬千星輝頒獎典禮2023》憑《隱形戰隊》「顧家強」一角入圍「最佳男主角」最後五強，同時獲提名「大灣區最喜愛TVB男主角」及「馬來西亞最喜愛TVB男主角」。同年亦客串台慶劇《新聞女王》，飾演一名患有輕度弱智的單親父親，憑此角入圍《萬千星輝頒獎典禮2023》「最佳男配角」最後十強。

## 個人生活

### 圈中好友
陳山聰與伍詠薇為誼姊弟，曾住在將軍澳清水灣半島，與單立文、胡蓓蔚和當時的袁偉豪為鄰居（現入住傲瀧），由於是同大廈的鄰里關係，陳山聰不時在社交網上載與袁偉豪、胡蓓蔚在將軍澳海濱長廊附近練跑片段。他因熱愛長跑運動而與袁偉豪、謝東閔、胡諾言、胡定欣、胡蓓蔚、姚子羚、李施嬅及黃智雯一同組成「Crazy Runner」。

### 感情生活
2011年，陳山聰與「賭王」何鴻燊之三房女兒何超雲被多次傳出緋聞，然而二人卻否認關係。陳山聰並承認2010年底已與有10年關係的前妻楊渡萍辦理離婚手續。2011年8月14日凌晨，由富商何鴻燊之三房女兒何超雲上載至微博的三房合照，正式公開關係。2013年，他與何超雲結束2年情。
2019年11月1日，陳山聰與從事美容業的圈外女友何丽萍（Apple）拍拖5年後結婚。二人於香港W酒店設婚宴。2020年2月14日，他在Instagram公佈太太懷孕。同年，其妻產下兒子。

## 演出作品

### 電視劇
| 首播     | 劇名                  | 角色                                                            |
| 無綫電視 |                       |                                                                 |
| 1995年   | 男人四十一頭家        | 楊仲才                                                          |
| 2002年   | 皆大歡喜 (古裝)       | 汪門興                                                          |
| 2002年   | 情牽百子櫃            | 劉志威                                                          |
| 2003年   | 律政新人王            | 曾建強（Eric）                                                  |
| 2003年   | 非常外父              | 黃啟賢                                                          |
| 2004年   | 怪俠一枝梅            | 玉葉                                                            |
| 2004年   | 大唐雙龍傳            | 宇文智及                                                        |
| 2004年   | 皆大歡喜 (時裝)       | 方啟聰（Alex）                                                  |
| 2005年   | 心花放                | 情侶                                                            |
| 2005年   | 老婆大人              | 白賴仁（Brian）                                                 |
| 2005年   | 情迷黑森林            | 朱尤亮                                                          |
| 2005年   | 奪命真夫              | 雷國棟                                                          |
| 2005年   | 妙手仁心III           | 黃Sir                                                           |
| 2005年   | 窈窕熟女              | 山                                                              |
| 2005年   | 酒店風雲              | 洪運來                                                          |
| 2005年   | 阿旺新傳              | 張大偉                                                          |
| 2005年   | 隨時候命              | 蕭志明（Albert）                                                |
| 2005年   | 本草藥王              | 豐收                                                            |
| 2006年   | 謎情家族              | Danny                                                           |
| 2006年   | 法證先鋒              | 蔡偉民（Man）                                                   |
| 2006年   | 鳳凰四重奏            | 畢夏裘（Henry）                                                 |
| 2006年   | 東方之珠              | 羅威                                                            |
| 2007年   | 我外母唔係人          | 鄭守業（佐治）                                                  |
| 2007年   | 天機算                | 蕭覺樺                                                          |
| 2007年   | 緣來自有機            | 翁楚耀（Jason）                                                 |
| 2007年   | 兩妻時代              | 浩南                                                            |
| 2007年   | 律政新人王II          | 畢正義                                                          |
| 2008年   | 最美麗的第七天        | 馬天福（Martin）                                                |
| 2008年   | 少年四大名捕          | 凌小骨                                                          |
| 2009年   | 學警狙擊              | 費永倫（左輪）                                                  |
| 2009年   | 老婆大人II            | 白賴仁（Brian）                                                 |
| 2009年   | 幕後大老爺            | 乾隆帝                                                          |
| 2009年   | 碧血鹽梟              | 蔡子安                                                          |
| 2009年   | 絕代商驕              | 童一本                                                          |
| 2010年   | 情人眼裏高一D         | 張濟春                                                          |
| 2010年   | 女王辦公室            | 雷宇                                                            |
| 2010年   | 秋香怒點唐伯虎        | 李振興                                                          |
| 2010年   | 掌上明珠              | 周旭仔                                                          |
| 2010年   | 談情說案              | Louis                                                           |
| 2010年   | 施公奇案II            | 蘇英俊（蘇完瓜爾·錦春）                                         |
| 2011年   | 你們我們他們          | Ivan                                                            |
| 2011年   | Only You 只有您       | 安子（Ashley）                                                  |
| 2011年   | 布衣神相              | 葉楚甚                                                          |
| 2011年   | 洪武三十二            | 朱允炆                                                          |
| 2011年   | 萬凰之王              | 愛新覺羅·綿忻（瑞親王）                                         |
| 2011年   | 我的如意狼君          | 高爾泰                                                          |
| 2012年   | 天梯                  | 黎濟民（黎老闆）                                                |
| 2014年   | 宦海奇官              | 杜振銘                                                          |
| 2015年   | 張保仔                | 黃逸軒                                                          |
| 2015年   | 東坡家事              | 韓元                                                            |
| 2015年   | 實習天使              | 唐日華（Arthur）                                                |
| 2015年   | 刀下留人              | 司馬丑（彩戲師）                                                |
| 2016年   | 潮流教主              | 馬承浩（Martin）                                                |
| 2016年   | 殭                    | 凌風                                                            |
| 2016年   | 火線下的江湖大佬      | 高佳                                                            |
| 2016年   | 純熟意外              | 康喬                                                            |
| 2017年   | 財神駕到              | 財神                                                            |
| 2017年   | 乘勝狙擊              | 伍柏義（Hugo，義仔）                                            |
| 2017年   | 同盟                  | 令千佑（Kent）                                                  |
| 2018年   | 逆緣                  | 賈綽／賈卓斌（Ben）                                             |
| 2018年   | 天命                  | 福長安                                                          |
| 2019年   | 金宵大廈              | 蕭偉明（阿蕭）／劉旭輝/ 飛機師                                  |
| 2020年   | 十八年後的終極告白    | 沈敬一（一哥、阿一）                                            |
| 2021年   | 大步走                | 袁力（靂sir、霹靂仔）                                           |
| 2021年   | 七公主                | 葉子禮（客串演出）                                              |
| 2022年   | 鐵拳英雄              | 連棘（Tony）／連震山                                            |
| 2022年   | 金宵大廈2             | Maurice／周意（Joey）／精神病人／蕭偉明／劉旭暉／飛機師／建築師 |
| 2022年   | 十八年後的終極告白2.0 | 方志浩（Jason）／Sophia                                         |
| 2022年   | 回歸光影頌: 我的驕傲  | 葉國棟                                                          |
| 2022年   | 美麗戰場              | 王一言（一言Sir）                                               |
| 2022年   | 超能使者              | 高勇                                                            |
| 2023年   | 隱形戰隊              | 顧家強（Cool Sir）                                              |
| 2023年   | 新聞女王              | 賴志雄                                                          |
| 2024年   | 反黑英雄              | 關智軒（軒神）                                                  |
| 2024年   | 廉政行動2024          | 司徒啟文                                                        |
| 2025年   | 奪命提示              | 郭柏飛（郭長官）                                                |
| 邵氏兄弟 |                       |                                                                 |
| 2018年   | 飛虎之潛行極戰        | 黃榮賢                                                          |
| 2020年   | 飛虎之雷霆極戰        | 賀進／卓天萊                                                    |
| 中國大陸 |                       |                                                                 |
| 2025年   | 掃毒風暴              | 阿邁                                                            |

### 其他
| 播映日期                        | 節目名稱                                   | 角色          | 備註                           |
| 1997年                          | 開心出家人                                 | 梁阿松        | -                              |
| 1999年                          | 完全學生手冊之《愛與戀》                   | 陳SIR         | -                              |
| 2001年                          | 異靈靈異之《死亡通牒》                     | 張智祖（Joe） | 2007年11月19日重播             |
| 2003年                          | 富豪海灣非凡情緣 之《霓裳戀曲》            | Kim           | -                              |
| 2004年                          | 富豪海灣至尊家緣 之《我的野蠻家姐》        | Jack          | -                              |
| 2007年12月17日 - 2007年12月21日 | EMax玩創新主意                             | Max           | -                              |
| 2007年                          | 與愛同行                                   | 志良          | 香港癌症基金會二十周年特約播出 |
| 2007年                          | 新綠茵情緣                                 | 陳凱恆        | 中山凱茵新城特約播出           |
| 2014年                          | 康業信貸快遞10分鐘電視特輯：「拾夢三人行」 | 穿梭基        | -                              |
| 2015年                          | 今晚睇李                                   | Jackie Chen   | 揭開真面目 (第30集)            |
| 2017年                          | 仙醫神廚（網絡電影）                       | 雍正          | 穿越劇                         |

### 電影
| 年份   | 片名                 | 角色                          |
| 1999年 | 猛鬼女社工           |                               |
| 2000年 | 愛．也許不易         |                               |
| 2003年 | 愛火花               |                               |
| 2003年 | 誓不低頭（英雄有淚） |                               |
| 2003年 | 多重彩               |                               |
| 2004年 | 醫心無悔             |                               |
| 2004年 | A1頭條               |                               |
| 2005年 | 雙子                 |                               |
| 2010年 | 72家租客             | 「頂太Phone」手提電話推銷員工 |
| 2014年 | 奇緣灰姑娘           |                               |
| 2019年 | 使徒行者2：諜影行動  |                               |
| 2023年 | 無間一戰             | 龍知行（Max）                 |

### 音樂劇
- 1996年：音樂劇《白雪公主》 - 中天製作，飾演王子

### MV 演出
- 張燊悅《一不小心》
- 陳文媛《野種子》
- 盧巧音《好心分手》
- 李施嬅《相愛萬年》

## 電視節目（TVB）
- 2024年：《獎門人恭喜發財全盒》（重溫片段）

## 音樂作品

### 個人專輯
| # | 專輯名稱 | 專輯類型 | 發行公司 | 發行日期      | 曲目 |
| - | -------- | -------- | -------- | ------------- | --- |
| 1 | Exposure | 粵語大碟 | 藝能動音 | 1994年10月4日 | 曲目 1. ABCD 2. 愛多一分鐘 3. 第一次失戀 4. 攻占我的心 5. 掛念 6. 有你有我有愛 7. 失戀公路 8. 匆匆 9. 不装飾的愛 10. 其實你不喜愛他 |
| 2 | 愛是全意 | 粵語大碟 | 藝能動音 | 1996年1月11日 | 曲目 1. 冰冷接觸 2. 重傷 3. 虚虚假假 4. 逃入你夢中 5. 尺度 6. 愛是全意 7. 當你戀愛 8. 小情人 9. 暖暖的每一天 10. 願意放棄所愛       |

### 單曲
- 2007年：天數（電視劇《天機算》主題曲，與馬浚偉合唱）

## 派台歌曲成績
| 派台歌曲成績（四台）         | 派台歌曲成績（四台） | 派台歌曲成績（四台） | 派台歌曲成績（四台） | 派台歌曲成績（四台） | 派台歌曲成績（四台） | 派台歌曲成績（四台） | 派台歌曲成績（四台）                                        |
| ---------------------------- | -------------------- | -------------------- | -------------------- | -------------------- | -------------------- | -------------------- | ----------------------------------------------------------- |
| 唱片                         | 歌曲                 | 903                  | RTHK                 | 997                  | TVB                  | 備註                 | 備註                                                        |
| 1994年                       |                      |                      |                      |                      |                      |                      |                                                             |
| Exposure                     | ABCD                 | 17                   | -                    | -                    | -                    |                      |                                                             |
| 派台歌曲成績（五台）         |                      |                      |                      |                      |                      |                      |                                                             |
| 唱片                         | 歌曲                 | 903                  | RTHK                 | 997                  | TVB                  | ViuTV                | 備註                                                        |
| 2022年                       |                      |                      |                      |                      |                      |                      |                                                             |
| 經典·傳承 無綫電視55周年大碟 | 上海灘               | -                    | -                    | -                    | -                    | ×                    | 與譚俊彥、袁偉豪、冼靖峰、張馳豪、黃奕斌合唱 翻唱葉麗儀作品 |

| 各台冠軍歌總數 | 各台冠軍歌總數 | 各台冠軍歌總數 | 各台冠軍歌總數 | 各台冠軍歌總數 | 各台冠軍歌總數    | 各台冠軍歌總數    | 各台冠軍歌總數 |
| -------------- | -------------- | -------------- | -------------- | -------------- | ----------------- | ----------------- | -------------- |
| 四台a          | 903            | RTHK           | 997            | TVB            | 備註              | 備註              | 備註           |
| 四台a          | 0              | 0              | 0              | 0              | 四台冠軍歌總數：0 | 四台冠軍歌總數：0 |                |
| 五台b          | 903            | RTHK           | 997            | TVB            | ViuTV             | 備註              |                |
| 五台b          | 0              | 0              | 0              | 0              | 0                 | 五台冠軍歌總數：0 |                |

- （*）仍在榜上
- （-）未能上榜
- （×）沒有派往該台
- （(1)）兩週冠軍
- （[1]）三週冠軍
- ^  注解a：包括2020年後的冠軍歌曲
- ^  注解b：2020年起

## 演唱會／音樂會
| 日期          | 演唱會名稱                        | 場數 | 場地             | 主辦單位 | 備註         |
| 2024年12月8日 | 陳山聰30周年初心巡迴音樂會—廣州站 | 1    | 音樂唐人館       | 無限演出 | 嘉賓：李施嬅 |
| 2025年4月26日 | 陳山聰30周年初心巡迴音樂會—順德站 | 1    | 順德ALSOLIVE     | 無限演出 | 嘉賓：姚子羚 |
| 2025年8月16日 | 陳山聰30周年初心巡迴音樂會—澳門站 | 1    | 澳門銀河 - G Box | 無限演出 | 嘉賓：蔡潔   |

### 非個人音樂會
| 日期          | 演唱會名稱           | 場數 | 場地             | 備註                                                                 |
| 2025年4月19日 | 萬千星輝耀雲頂音樂會 | 1    | 雲頂世界雲星劇場 | 與馬國明、龔嘉欣、麥美恩、朱敏瀚、蕭正楠、丁子朗、冼靖峰、孔德賢參與 |

## 獎項及提名
| 年份   | 頒獎典禮                         | 獎項                             | 作品                      | 結果                                 |
| ------ | -------------------------------- | -------------------------------- | ------------------------- | ------------------------------------ |
| 1995年 | 1995年勁歌金曲第四季季選         | 候選金曲                         | 《虛虛假假》              | 提名                                 |
| 1996年 | 1996年勁歌金曲第一季季選         | 候選金曲                         | 《愛是全意》              | 提名                                 |
| 1996年 | 1996年勁歌金曲第一季季選         | 季選傑出新人獎                   | 《愛是全意》              | 提名                                 |
| 2001年 | 萬千星輝賀台慶2001               | 本年度我最喜愛的拍檔（非戲劇組） | 《深海獵奇大堡礁之旅》    | 與黃佩霞、梁琤提名                   |
| 2009年 | 萬千星輝頒獎典禮2009             | 最佳男配角                       | 《學警狙擊》              | 提名                                 |
| 2009年 | 萬千星輝頒獎典禮2009             | tvb.com人氣大獎                  | 不適用                    | 提名                                 |
| 2010年 | MY AOD我的最愛頒獎典禮2010       | 我的最愛電視男配角               | 《掌上明珠》              | 提名                                 |
| 2010年 | 萬千星輝頒獎典禮2010             | 最佳男配角                       | 《掌上明珠》              | 提名                                 |
| 2010年 | 萬千星輝頒獎典禮2010             | 飛躍進步男藝員                   | 不適用                    | 提名                                 |
| 2010年 | 萬千星輝頒獎典禮2010             | tvb.com人氣大獎                  | 不適用                    | 提名                                 |
| 2011年 | MY AOD我的最愛頒獎典禮2011       | 我的最愛電視男配角               | 《萬凰之王》              | 提名                                 |
| 2015年 | 萬千星輝頒獎典禮2015             | 最佳男配角                       | 《張保仔》                | 提名                                 |
| 2016年 | 星和無綫電視大獎2016             | 我最愛TVB男配角                  | 《火線下的江湖大佬》      | 提名                                 |
| 2016年 | TVB 馬來西亞星光薈萃頒獎典禮2016 | 最喜愛TVB男配角                  | 《殭》                    | 提名                                 |
| 2016年 | TVB 馬來西亞星光薈萃頒獎典禮2016 | 最喜愛TVB電視角色                | 《殭》                    | 提名                                 |
| 2016年 | 萬千星輝頒獎典禮2016             | 最佳男配角                       | 《殭》                    | 提名                                 |
| 2017年 | 星和無綫電視大獎2017             | 我最愛TVB男角色                  | 《同盟》                  | 獲獎                                 |
| 2017年 | 星和無綫電視大獎2017             | 我最愛TVB男配角                  | 《同盟》                  | 提名                                 |
| 2017年 | TVB 馬來西亞星光薈萃頒獎典禮2017 | 最喜愛TVB男配角                  | 《同盟》                  | 獲獎                                 |
| 2017年 | TVB 馬來西亞星光薈萃頒獎典禮2017 | 最喜愛TVB電視角色                | 《同盟》                  | 提名                                 |
| 2017年 | 萬千星輝頒獎典禮2017             | 最佳男配角                       | 《同盟》                  | 獲獎                                 |
| 2017年 | 萬千星輝頒獎典禮2017             | 最受歡迎電視拍檔                 | 《同盟》                  | 與姚子羚提名                         |
| 2018年 | 萬千星輝頒獎典禮2018             | 新加坡最喜愛TVB男主角            | 《天命》                  | 提名                                 |
| 2018年 | 萬千星輝頒獎典禮2018             | 馬來西亞最喜愛TVB男主角          | 《天命》                  | 提名                                 |
| 2018年 | 萬千星輝頒獎典禮2018             | 最佳男配角                       | 《天命》                  | 提名                                 |
| 2019年 | 萬千星輝頒獎典禮2019             | 最佳男主角                       | 《金宵大廈》              | 最後五強                             |
| 2019年 | 萬千星輝頒獎典禮2019             | 最受歡迎電視男角色               | 《金宵大廈》              | 最後五強                             |
| 2019年 | 萬千星輝頒獎典禮2019             | 最受歡迎電視拍檔                 | 《金宵大廈》              | 與李施嬅獲獎                         |
| 2020年 | 萬千星輝頒獎典禮2020             | 最佳男主角                       | 《十八年後的終極告白》    | 提名                                 |
| 2020年 | 萬千星輝頒獎典禮2020             | 最受歡迎電視男角色               | 《十八年後的終極告白》    | 提名                                 |
| 2020年 | 萬千星輝頒獎典禮2020             | 馬來西亞最喜愛TVB男主角          | 《十八年後的終極告白》    | 提名                                 |
| 2021年 | 萬千星輝頒獎典禮2021             | 最佳男主角                       | 《大步走》                | 提名                                 |
| 2021年 | 萬千星輝頒獎典禮2021             | 馬來西亞最喜愛TVB男主角          | 《大步走》                | 提名                                 |
| 2021年 | 萬千星輝頒獎典禮2021             | 最受歡迎電視男角色               | 《大步走》                | 提名                                 |
| 2021年 | 萬千星輝頒獎典禮2021             | 最受歡迎電視拍檔                 | 《大步走》                | 與姚子羚提名                         |
| 2022年 | Yahoo! 搜尋人氣大獎2022          | 熱搜本地男女藝人或組合           | 不適用                    | 頭100位                              |
| 2022年 | Yahoo! 搜尋人氣大獎2022          | 電視男藝人                       | 不適用                    | 獲獎                                 |
| 2022年 | AEG 娛樂人氣王2022               | 最喜愛男演員（電視劇）           | 《美麗戰場》              | 獲獎                                 |
| 2022年 | 萬千星輝頒獎典禮2022             | 最佳男主角                       | 《金宵大廈2》             | 獲獎                                 |
| 2022年 | 萬千星輝頒獎典禮2022             | 最佳男主角                       | 《回歸光影頌: 我的驕傲》  | 提名                                 |
| 2022年 | 萬千星輝頒獎典禮2022             | 最佳男主角                       | 《美麗戰場》              | 提名                                 |
| 2022年 | 萬千星輝頒獎典禮2022             | 最受歡迎電視男角色               | 《鐵拳英雄》              | 提名                                 |
| 2022年 | 萬千星輝頒獎典禮2022             | 最受歡迎電視男角色               | 《金宵大廈2》             | 提名                                 |
| 2022年 | 萬千星輝頒獎典禮2022             | 最受歡迎電視男角色               | 《十八年後的終極告白2.0》 | 提名                                 |
| 2022年 | 萬千星輝頒獎典禮2022             | 最受歡迎電視男角色               | 《回歸光影頌: 我的驕傲》  | 提名                                 |
| 2022年 | 萬千星輝頒獎典禮2022             | 最受歡迎電視男角色               | 《美麗戰場》              | 提名                                 |
| 2022年 | 萬千星輝頒獎典禮2022             | 最受歡迎電視男角色               | 《超能使者》              | 最後五強                             |
| 2022年 | 萬千星輝頒獎典禮2022             | 最佳男配角                       | 《鐵拳英雄》              | 提名                                 |
| 2022年 | 萬千星輝頒獎典禮2022             | 最佳男配角                       | 《十八年後的終極告白2.0》 | 提名                                 |
| 2022年 | 萬千星輝頒獎典禮2022             | 最佳男配角                       | 《超能使者》              | 提名                                 |
| 2022年 | 萬千星輝頒獎典禮2022             | 馬來西亞最喜愛TVB男主角          | 《金宵大廈2》             | 最後五強                             |
| 2022年 | 萬千星輝頒獎典禮2022             | 馬來西亞最喜愛TVB男主角          | 《回歸光影頌: 我的驕傲》  | 提名                                 |
| 2022年 | 萬千星輝頒獎典禮2022             | 馬來西亞最喜愛TVB男主角          | 《美麗戰場》              | 最後五強                             |
| 2022年 | 萬千星輝頒獎典禮2022             | 最受歡迎電視拍檔                 | 《金宵大廈2》             | 與李施嬅提名                         |
| 2022年 | 萬千星輝頒獎典禮2022             | 最受歡迎電視拍檔                 | 《十八年後的終極告白2.0》 | 與譚俊彥提名                         |
| 2022年 | 萬千星輝頒獎典禮2022             | 最受歡迎電視拍檔                 | 《超能使者》              | 與陳展鵬、唐詩詠、劉穎鏇、林子善提名 |
| 2022年 | 萬千星輝頒獎典禮2022             | 最佳衣著男藝人獎                 | 不適用                    | 獲獎                                 |
| 2023年 | 萬千星輝頒獎典禮2023             | 最佳男主角                       | 《隱形戰隊》              | 最後五強                             |
| 2023年 | 萬千星輝頒獎典禮2023             | 大灣區最喜愛TVB男主角            | 《隱形戰隊》              | 提名                                 |
| 2023年 | 萬千星輝頒獎典禮2023             | 馬來西亞最喜愛TVB男主角          | 《隱形戰隊》              | 提名                                 |
| 2023年 | 萬千星輝頒獎典禮2023             | 最佳男配角                       | 《新聞女王》              | 最後十強                             |

## 外部連結
- 陳山聰在香港影庫上的簡介
- 陳山聰在互联网电影资料库（IMDb）上的資料（英文）
- 陳山聰在tvb.com的資料
- 陳山聰在豆瓣上的资料（简体中文）
- 陳山聰在时光网上的簡介（简体中文）
- 陳山聰的新浪微博
- 陳山聰的Instagram帳戶
- 陳山聰的小紅書帳戶